# Angles alternes-externes
En géométrie, deux droites coupées par une sécante forment des angles dont les sommets sont aux points d'intersection.

## Définition
Deux angles formés par deux droites coupées par une sécante sont dits alternes-externes si :
1. ils sont situés de part et d'autre de la sécante ;
2. ils sont situés à l'extérieur des deux droites ;
3. ils ne sont pas adjacents.

## Droites quelconques
Les droites {\displaystyle (xx')} et {\displaystyle (yy')} sont coupées respectivement en {\displaystyle A} et en {\displaystyle B} par la sécante {\displaystyle (tt')}.
{\displaystyle {\widehat {t'Ax'}}} et {\displaystyle {\widehat {yBt}}} sont des angles alternes-externes.

## Droites parallèles
Propriété
- Si deux droites parallèles sont coupées par une sécante, alors ces droites forment des angles alternes-externes de même mesure.
- Réciproquement, si deux droites coupées par une sécante forment des angles alternes-externes de même mesure, alors ces deux droites sont parallèles.

Exemple
Sur la figure suivante, les droites a et b sont parallèles, s est une sécante quelconque.

{\displaystyle \alpha } et {\displaystyle \beta } sont des angles alternes-externes égaux .